# Награды Казахстана
В Республике Казахстан устанавливаются следующие награды и почётные звания:
- Ордена Казахстана
- Медали Казахстана
- Почётные звания Казахстана
- Ведомственные награды Республики Казахстан

## История
В 1991 году в ходе так называемого «Парада суверенитетов» произошёл распад Советского Союза. Казахстан объявил о своей независимости самым последним среди бывших республик СССР — в декабре 1991 года. В результате полного развала экономики, руководству страны пришлось решать множество проблем, в том числе и по организации новых государственных структур. Фактически в данный период было не до поощрений граждан государством.

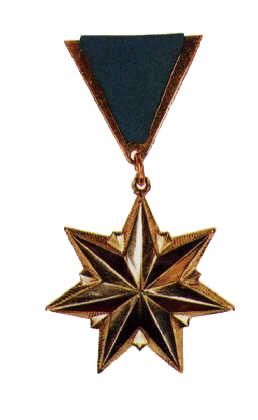
Золотая звезда к званию «Народный герой» образца 1993 года.

Над молодой республикой довлело советское прошлое, у руководства страны стояли бывшие партийные чиновники, которые пытались в новых реалиях устанавливать старые порядки, к которым они привыкли. Можно сказать, что в этих же рамках произошло учреждение новых казахстанских государственных наград. 1 апреля 1993 года был принят Закон «О государственных наградах Республики Казахстан» за № 2069-XII, которым были учреждены высшая степень отличия, ордена и медали. Авторы закона сильно не задумывались о новой наградной системе, которая была бы присуща исключительно Казахстану, не приняли они и мирового опыта — за основу была взята советская наградная система, за малыми исключениями и изменениями. Так высшей степенью отличия стало звание Народного героя (Халық Қаһарманы) вместо Героя Советского Союза.

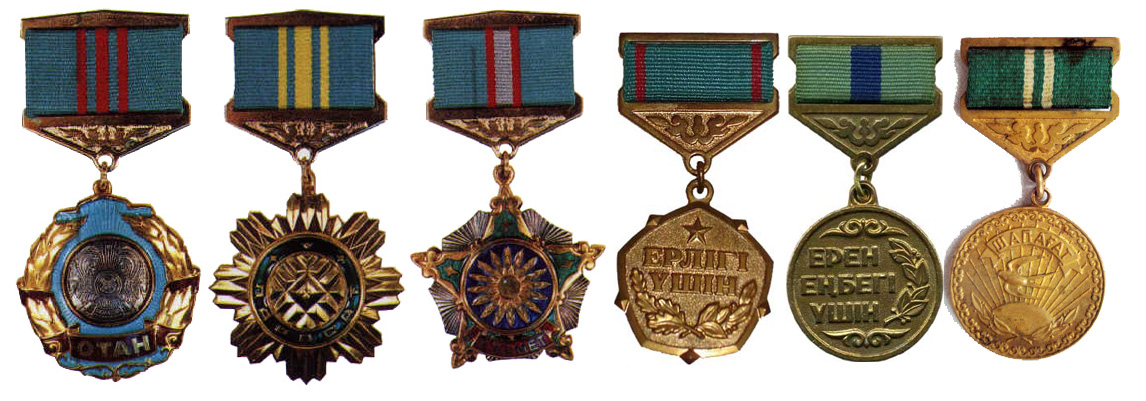
Награды образца 1993 года. Ордена Отечества, Благородства, Почёта, медали «За мужество», «За трудовое отличие», «Милосердие»

Также были утверждены ордена Отечества (Отан), Славы (Даңқ), Благородства (Парасат), Почёта (Құрмет), медали «За мужество» (Ерлігi үшін), «За трудовое отличие» (Ерен еңбегі үшін) и «Милосердие» (Шапағат).
При этом орден Славы предназначался исключительно для представителей силовых структур.
Все ордена учреждались в одной степени. Знаки наград крепились к небольшим фигурным колодочкам с национальным орнаментом, обтянутым муаровой лентой. Внешний вид наград по стилю напоминал советские награды. Так, к примеру, орден Отечества был схож по внешнему виду с высшим орденом Народной Республики Болгария Георгия Димитрова, орден Славы представлял собой нагрудную звезду по примеру советских полководческих наград. К званию Народного героя вместе с Золотой звездой вручается высший орден государства — орден Отечества. Также на всех орденах и медалях присутствует его название, что было характерно именно для советских наград.

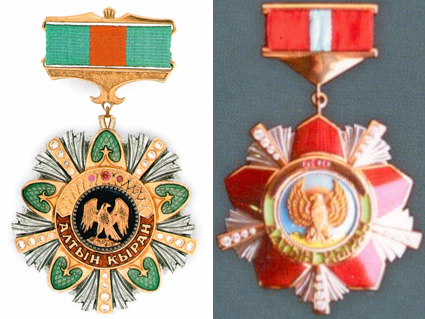
Ордена «Золотого орла» обычной и специальной степеней образца 1995 года.

12 декабря 1995 года был принят новый Закон «О государственных наградах Республики Казахстан» за № 2676, отменяющий предыдущий нормативно-правовой акт, и учреждающий в дополнение к уже существующим наградам новые. Высшим знаком отличия определялся орден Золотого орла (Алтын Қыран). Для высшего ордена орёл был выбран не случайно, поскольку он является основной геральдической фигурой на государственном флаге Казахстана. Более того, Президент Республики Казахстан в силу своей должности становился кавалером ордена Золотого орла специальной степени.

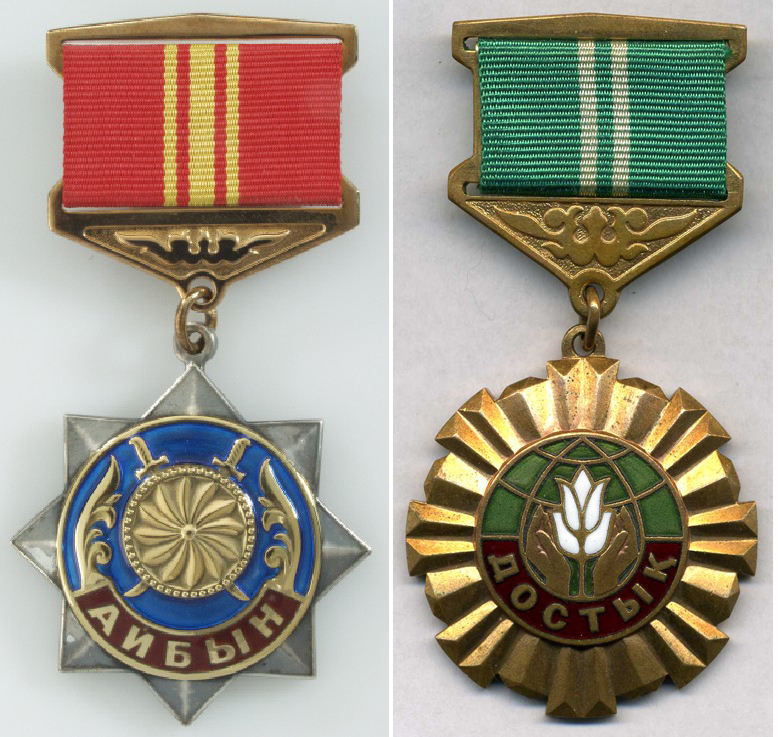
Ордена «Доблесть» и «Дружба» образца 1995 года.

Также учреждались ордена Доблесть (Айбын) в двух степенях и Дружба (Достық), медаль «За воинскую доблесть» (Жауынгерлік ерлігi үшін).
В 1997 году было принято решение о переносе столицы из города Алматы в город Акмолу, при этом Акмола из неблагозвучного названия, в переводе означающего «Белая могила», была переименована в Астану, что переводится просто — «Столица». В 1998 году была назначена официальная презентация новой столицы государства, и в связи с этим 2 июня 1998 года был издан Указ Президента за № 3963 учреждающий памятную медаль «Астана» — первую памятную медаль суверенного Казахстана. Стоит отметить, что медаль крепилась к колодке советского образца: металлической пятиугольной, обтянутой муаровой лентой. Данную медаль вручили представителям всех дипломатических миссий, аккредитованных в Казахстане. Гражданам Казахстана медаль вручалась очень скупо, в виду небольшого тиража.
Приблизительно с 1999 года во внешний вид наград были внесены значительные изменения. В первую очередь это отразилось на колодках, которые вытянулись по высоте, стали шестиугольной формы, обтянуты муаровой лентой вертикально по всей высоте. Кольцо крепления знака ордена и медали стало представлять собой орнаментированное звено.
По примеру европейских государств знак ордена Золотого орла стал крепиться на орденскую цепь и приобрел нагрудную звезду.
Золотая звезда к званию Народного героя также подверглась изменениям: между лучами звезды разместились бесцветные фианиты бриллиантовой огранки, изменилась колодочка, которую украсил также бесцветный фианит.

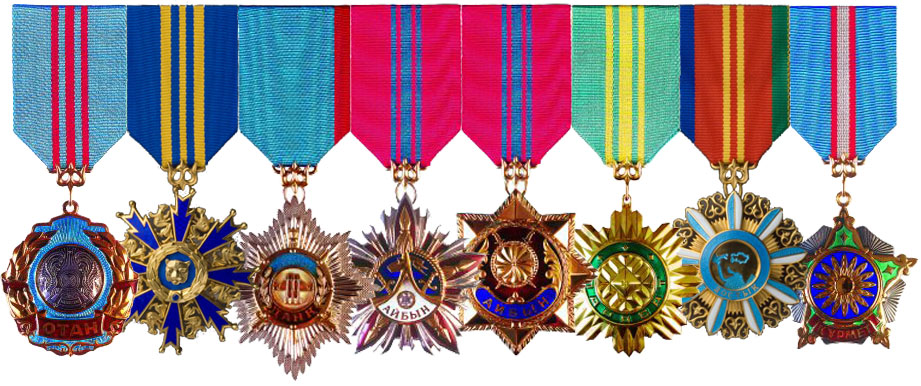
Современные ордена Казахстана. Ордена Отечества, Барса 2 степени, Славы 2 степени, Доблести 1 и 2 степеней, Благородства, Дружбы 2 степени, Почёта

Законом Республики Казахстан от 26 июля 1999 года за № 462-1 были внесены изменения в закон о госнаградах, в частности ордена Славы и Дружбы были разделены на две степени, ордену Доблести была добавлена ещё одна высшая степень, также учреждался новый Орден «Барыс» (Барса) в трёх степенях.
Орден Славы и Дружбы обрели новый облик, знаки первой степени стали носится на чрезплечной ленте и появилась орденская звезда.
Также было определено, что орден Славы вручается исключительно высшему командному составу силовых органов.
20 июля 2000 года Парламентом страны был принят Конституционный закон за № 83-II «О Перовом Президенте Республики Казахстан», который определил политическое правовое положение Нурсултана Назарбаева как одного из основателей нового независимого государства Казахстан, и которым в том числе было определено учреждение нового ордена в честь Первого Президента. Во исполнении данного пункта законом Республики Казахстан от 3 мая 2001 года за № 180-II был учреждён орден «Первый Президент Республики Казахстан Нурсултан Назарбаев» (Қазақстан Республикасының Тұңғыш Президенті).
В 2001 году Казахстан отмечал 10-летие своей независимости. В честь этого события, а также в целях поощрения граждан республики и иностранных граждан, внесших значительный вклад в развитие и становление государственности и укрепление суверенитета Республики Казахстан, было принято решение об учреждении первой в стране юбилейной медали — указом Президента от 27 августа 2001 года за № 675 была учреждена юбилейная медаль «10 лет независимости Республики Казахстан» (Қазақстан Республикасының тәуелсіздігіне 10 жыл).
7 мая 2002 года Законом Республики Казахстан за № 865 в целях повышения престижа службы в Вооружённых Силах, других войсках и воинских формированиях Республики Казахстан, а также в ознаменование десятилетия образования Вооружённых Сил Республики Казахстан были учреждены юбилейная медаль «10 лет Вооружённым силам Республики Казахстан», медали «Ветеран Вооружённых сил Республики Казахстан» и «За безупречную службу» в трёх степенях. Данные медали имели статус государственных наград, вручаемых министром обороны от имени Президента.
Подобные же медали для органов внутренних дел были учреждены указом Президента Республики Казахстан от 31 июля 2003 года за № 1157: медали «За отличие в обеспечении правопорядка» (Құқық тәртібін қамтамасыз етуде үздік шыққаны үшін), «Ветеран органов внутренних дел Республики Казахстан» (Қазақстан Республикасы ішкі істер органдарының ардагері), «За безупречную службу в органах внутренних дел» (Ішкі істер органдарындағы мінсіз қызметі үшін) в трёх степенях. Эти медали от имени президента страны уже вручал министр внутренних дел.
1 декабря 2008 года было учреждено звание «Герой Труда Казахстана» и соответствующая ему золотая звезда.
В апреле 2014 года депутаты Мажилиса от фракции «Ак жол» предложили возродить звание «Ветеран труда» (Еңбек ардагері) — для граждан, добросовестно проработавших 40 и более лет в государственном, частном или общественном секторах экономики и социальной сферы, с вручением соответствующего нагрудного знака — медали. Уже в мае 2014 года от правительства был получен ответ, что планируется учредить орден «Труд» (Еңбек) и медаль «Ветеран труда» (Еңбек ардагері).
Почётное звание «Ветеран труда» (Еңбек ардагері) с вручением соответствующей медали было введено Постановлением Правительства Республики Казахстан от 31 июля 2014 года за № 855.
В декабре 2014 года в ходе общенационального телемоста «Новая индустриализация Казахстана: результаты 2014 года и первой пятилетки» президент Казахстана Нурсултан Назарбаев озвучил идею об учреждении ордена Трудовой славы трёх степеней.
17 марта 2015 года главой государства был подписан Закон Республики Казахстан «О внесении изменений и дополнений в некоторые законодательные акты Республики Казахстан по вопросам оптимизации и автоматизации государственных услуг в социально-трудовой сфере», которым предусматривается учреждение новой государственной награды — ордена «Трудовая Слава» (Еңбек Даңқы). Новая награда по элементам своего дизайна походила на советскую награду «Шахтёрская слава».

## Порядок оборота наград
Дубликаты утраченных орденов, как правило, не выдаются. В исключительных случаях (утраты наград в результате стихийных бедствий) дубликаты наград могут быть выданы Комиссией по государственным наградам при Президенте Республики Казахстан.
Возмездное приобретение орденов Казахстана влечёт уголовную ответственность.